# Vlasnatodlakavi crveni mač
Vlasnatodlakavi crveni mač (štipavac šiljasti, mač crljeni, šćipavac, lat. Scorpiurus muricatus), jednogodišnja dvosupnica iz porodice mahunarki. jedna je od tri priznate vrste u rodu crveni mač ili štipavac. Rasprostranjena je u južnoj Europi, na sredozemlju (uključujući i Hrvatsku) i jugozapadnoj Aziji. 
Raste po suhim mjestima, makiji, kamenjarima obraslim travom i zapuštenim zemljištima.
Naraste do 30cm. visine, uzdignute je ili polegnute dlakave stabljike, duguljastih listova, dvospolnih cvjetova s pet žutih latica, a plod je mahuna duga 2 do 4 centimetra. Mahune su joj jestive i sirove i termički obrađene, ali su bezukusne.
- Cijela biljka
- Cvijet, Provincija Alicante
- Plod